# Отян Домаха Омелянівна
Домаха Омелянівна Отян (1902, село Інгульське (Інгулець), тепер Устинівської селищної громади Кропивницького району Кіровоградської області — ?) — молдавська радянська діячка, завідувач радянсько-торгового відділу Молдавського обласного комітету КП(б)У. Депутат Верховної Ради СРСР 1—2-го скликань.

## Життєпис
Народилася в багатодітній бідній селянській родині. Батько був пастухом, ходив на заробітки. Помер у 1915 році. Мати важко хворіла. Домаха Отян доглядала молодших братів та сестер, навчалася в початковій сільській школі. 
З 1920 року наймитувала в заможних селян села Інгульське. З 1923 року працювала прибиральницею у сільськогосподарському товаристві із виробництва голландського сиру.
З 1925 року вибиралася членом президії сільського Комітету незаможних селян та членом Інгульської сільської ради.
У 1925—1926 роках — завідувач сільського поштового агентства. У 1926—1927 роках — посудомийка маслосирзаводу в селі Інгульське.
У 1927—1928 роках — голова сільського Комітету незаможних селян.
Член ВКП(б) з 1928 року.
З 1928 по 1931 рік навчалася на робітничому факультеті в Москві. У 1931—1932 роках — студентка Комуністичного сільськогосподарського інституту імені Артема в Харкові, навчання не завершила.
У 1932—1933 роках — завідувач молдавської школи села Кам'янки Молдавської АРСР. У 1933—1935 роках — жіночий організатор та помічник начальника політичного відділу Рамковської машинно-тракторної станції (МТС) Молдавської АРСР. У 1935—1936 роках — інструктор районного комітету КП(б)У Молдавської АРСР.
У 1936—1937 роках — 2-й секретар Дубоссарського районного комітету КП(б)У Молдавської АРСР.
У серпні 1937 (затв. у жовтні 1938) — 1939 року — завідувач радянсько-торгового відділу Молдавського обласного комітету КП(б)У.
У 1939—1940 роках — слухач Вищої школи партійних організаторів при ЦК ВКП(б) у Москві. 
На 1946 рік — заступник завідувача відділу кадрів ЦК КП(б) Молдавії.